# Desa Nanggela (administrativ by i Indonesien, lat -6,81, long 108,55)
Desa Nanggela är en administrativ by i Indonesien.   Den ligger i provinsen Jawa Barat, i den västra delen av landet, 200 km öster om huvudstaden Jakarta.